# 1936 في أستراليا
فيما يلي قوائم الأحداث التي وقعت خلال عام 1936 في أستراليا.

## رياضة
- 1 يناير – البطولات الأسترالية 1936

## مواليد

### يناير
- 8 يناير – روبرت ماي[1]

### مايو
- 11 مايو – كارلا بلاي موسيقية أمريكية.[2]

### يونيو
- 3 يونيو – برايس بوسنيتش كيميائي أسترالي.
- 13 يونيو – جوني جاريت

### أغسطس
- 16 أغسطس – ليندسي غيز

### سبتمبر
- 15 سبتمبر – أشلي كوبر لاعب كرة مضرب أسترالي.

### نوفمبر
- 3 نوفمبر – روي إيمرسون لاعب كرة مضرب أسترالي.[3]

## وفيات

### أكتوبر
- 6 أكتوبر – أندريس ماك (مواليد 1876) لاعب كرة قدم.
- 6 أكتوبر – رودني هيث (مواليد 1884) لاعب كرة مضرب أسترالي.

### ديسمبر
- 30 ديسمبر – رونالد توماس (مواليد 1899) لاعب كرة مضرب أسترالي.